# Augusta Bagiennorum
Augusta Bagiennorum è una città romana, fondata negli ultimi decenni del I secolo a.C., nella piana della Roncaglia, nelle vicinanze dell'attuale Bene Vagienna (CN). Il suo nome è ricordato da Plinio il Vecchio tra i nobilia oppida della Regio IX - Liguria. Il toponimo ricorda il nome del popolo Bagienni (uno degli antichi popoli Liguri) stanziato nel territorio compreso tra il  medio corso del Tanaro e lo Stura di Demonte, oggi compreso nell'attuale provincia di Cuneo. I resti archeologici della città antica oggi visibili (l'area forense, il teatro, l'anfiteatro) sono compresi all'interno dell'Area archeologica di Augusta Bagiennorum, gestita dalla Soprintendenza Archeologia, Belle Arti e Paesaggio per le Province di Alessandria, Asti e Cuneo. Nel 2016 l'Area archeologica ha fatto registrare 11 560 visitatori.

## Geografia
La città antica era situata a circa 2 km da quella odierna e sorgeva nell'odierna frazione di Roncaglia, una zona pianeggiante delimitata a sud-est dalla valle del torrente Mondalavia, affluente del Tanaro, e a nord-ovest dalle colline che delimitano più oltre la valle della Stura di Demonte.
L'area archeologica della città è sottoposta a tutela fin dal 1933. Nel 1993 vi è stata inoltre creata una riserva speciale di 243 ha, attualmente gestita dall'Ente di gestione del Parco naturale del Marguareis.

## Storia
I Bagienni avevano come capitale la zona della città che, ai tempi dei Romani, fu chiamata Julia Augusta Bagiennorum (ora Bene Vagienna). Cacciati dalle popolazioni celtiche, e in particolar modo dai  Boi, che distrussero il centro ligure, si spinsero nella Val Trebbia in Emilia-Romagna nella zona di Bobbio dove fondarono un loro centro. Furono conquistati dai Romani verso la metà del II secolo a.C. e poi inglobati nell'impero romano.
In epoca romana quindi, si ebbe la rinascita del centro che fu caposaldo dell'urbanizzazione e dello sfruttamento agricolo del territorio insieme ai centri di Pollentia (Pollenzo) e di Alba Pompeia (Alba), collocati ai vertici di un triangolo e lungo i tracciati viari più importanti. La fondazione romana, non sorta su un precedente insediamento, risale probabilmente all'epoca di Augusto, alla fine del I secolo a.C., insieme a quella di Augusta Taurinorum (Torino) e di Augusta Praetoria (Aosta). 
Nell'anno 2000 il Comune di Bene Vagienna festeggiò il bimillenario dell'antica colonia romana di Augusta Bagiennorum, poiché la fondazione ufficiale fu fissata, per convenzione, proprio all'inizio del I secolo d.C.

## Descrizione
I limiti della città erano segnati da torri situate agli angoli e alle porte di ingresso, mentre la cinta muraria doveva essere costituita da un semplice fossato (vallum) su tre lati, essendo il quarto, a sud-est, già difeso dal ripido pendio verso il torrente Mondalavia.
 Della città romana è noto a grandi linee l'impianto urbano (il sentiero che oggi percorre l'area sembra seguire il tracciato dell'antico decumano massimo) e resti di terme e abitazioni, oltre ad una parte del Foro cittadino. Il Foro aveva portici con botteghe dalle pareti intonacate sui due lati lunghi; su uno dei lati corti sorgeva una basilica civile a tre navate, mentre su quello opposto si apriva un secondo spazio porticato sui tre lati, dominato da un tempio su alto podio e ha permesso di riconoscere più fasi costruttive tra il I e il IV secolo. Davanti al tempio è stato rinvenuto un altare, ancora in ciottoli e malta, e resti di sepolture a inumazione di epoca altomedioevale, successive all'abbandono.
A sud-est del Foro sono presenti un teatro con annesso quadriportico, al cui centro sono i resti di un basamento templare: sul podio fu edificata una piccola basilica paleocristiana con tre absidi (V-VI secolo), in seguito rimaneggiata (VII-VIII secolo).
Fuori dalla città si trovava un anfiteatro, non ancora scavato: una parziale indagine ha permesso di riconoscere il muro perimetrale esterno, muri radiali, avancorpi ad U con tracce di scale che dovevano salire ai piani superiori, e un corridoio voltato che portava direttamente all'arena. La tecnica di costruzione in opus incertum con ricorsi in laterizi suggerisce una datazione entro la prima metà del I secolo d.C.
Oltre l'attuale strada comunale per Roncaglia si conservano resti di una possibile struttura produttiva, costituita da più ambienti affacciati su una corte centrale, pavimentati in cocciopesto e canalette e scarichi di fornace (I-II secolo d.C.).
 Emergono dal terreno anche le strutture dell'antico acquedotto, a cui si addossa la chiesetta campestre di san Pietro, e di un monumento funerario quadrangolare.